# 荘田平五郎
荘田 平五郎（しょうだ へいごろう、1847年11月8日（弘化4年10月1日） - 1922年（大正11年）4月30日）は、豊後・臼杵藩出身の明治・大正期の三菱財閥の実業家・教育者。長崎造船所第2代所長、三菱造船所支配人等を経て、三菱合資会社理事長、日本郵船社長、会長、東京海上火災保険会社会長等三菱の要職を歴任して大番頭といわれた。海員掖済会や日本勧業銀行、満鉄等の創立にも携わり、三菱商業学校（明治義塾）校長、三菱工業予備学校所長として三菱社員の教育にあたった。勲四等旭日小綬章、賜・銀杯一組。

## 生涯

### 三菱入社まで
弘化4年（1847年）、豊後国臼杵（現・大分県臼杵市）に、百石の世禄を食む臼杵藩士の儒者・荘田雅太郎允命の長男として生まれる。幼名を允徳と称した。藩校の学古館で抜群の秀才だった荘田は慶応3年（1867年）、19歳で藩より選抜され江戸の青地信敬（あおちしんけい）の塾に入門。その後、慶応4年（1868年）にはじめて福澤諭吉を訪ね、藩命により薩摩藩の開成所および洋学局に、宮川玄水と共に派遣され明治2年（1869年）に薩摩藩洋学局講師となる。
明治3年（1870年）再度の藩命により、23歳で再び上京し念願の慶應義塾五等試験に合格し、入塾した。明治5年（1872年）には慶應義塾の教員となり、慶應義塾大阪分校に派遣され、翌年に臼杵藩学取締を命ぜられ、藩主・稲葉久通を慶應義塾にて教授した。明治7年（1874年）には慶應義塾京都分校で教え、和魂洋才の「学問・儒学と算盤（そろばん）の両刀使い」ぶりを十分に発揮した。
明治7年（1874年）、東京府三田に戻り、再び慶應義塾で教鞭（きょうべん）を執ることになった。

### 三菱商会
明治8年（1875年）2月に三菱商会に入社。東京本店勤務を命ぜられた三菱での荘田の最初の仕事は「三菱汽船会社規則」の策定だった。明治8年5月に発表された。さらに2年後に経理規程ともいうべき「郵便汽船三菱会社簿記法」を纏（まと）めた。これにより三菱は、大福帳経営を脱し、日本で初めて複式簿記を採用し、徐々に近代的な経営組織を確立する。
初期三菱の経営戦略を担った荘田は、東京海上保険会社（現在の東京海上日動火災保険）、明治生命（現在の明治安田生命）保険会社の設立に関わり、第百十九国立銀行を傘下に入れ、東京倉庫会社を設立するなど、さまざまな分野への進出を図った。明治18年の日本郵船設立に際しては三菱側代表として創立委員になり理事に就任した。明治19年（1886年）に三菱が海運以外の事業を目的として「三菱社」の名で再発足するときに本社支配人として復帰、のち管事となり新生三菱を指揮した。1888（明治21）年に発売となったキリンビールの「麒麟」の名付け親でもある。当時輸入されていた西洋ビールに狼や猫等の動物が用いられていた為、東洋らしさを出す為空想上の動物「麒麟」を商標にしようと荘田が提案したのである。
明治22年（1889年）、荘田は英国の造船業界などの実情視察のために外遊した際に、ロンドンのホテルの部屋で開いた新聞のコラムに「日本政府、陸軍の近代的兵舎建設のために丸の内の練兵場を売りに出すも買い手つかず」とあるのを発見した時に「日本にもロンドンのようなオフィス街を建設すべきだ。皇居の目の前の丸の内こそその場所だ。」と感じ、岩崎弥之助に「丸の内、買い取らるべし」と打電。岩崎弥之助が松方正義蔵相と合意した買取額は128万円。当時の東京市の年度予算の3倍。荘田は丸の内の産みの親である。
また、荘田は長崎造船所の大改革も行なった。長崎造船所は明治20年（1887年）に国から払い下げられた。明治28年（1895年）に日本郵船が欧州航路の開設を決定したが、社外取締役の荘田の主張で新造船6隻のうち1隻は長崎造船所に発注された。常陸丸（ひたちまる）6172トン。それまでの最大建造実績は須磨丸の1592トンだから技術的にも大変な飛躍である。明治30年（1897年）に造船奨励法が公布され、修繕船から脱皮し新造船を事業の中核にするのだという明確な意識を持った岩崎久弥は、本社の管事として全事業を指揮する立場にあった荘田をあえて長崎造船所長に任命した。荘田は勇躍長崎に赴き、積極的な設備拡充を図り、貨客船や軍艦などその後の日本の大型船建造の道を開拓した。
荘田の近代化はハード面だけではなかった。「傭使人扶助法（ようしにんふじょほう）」「職工救護法」など労務管理制度を確立、所内には工業予備校を設立し自前で職工の養成を図るようにした。また、造船における厳しい原価計算の概念を導入した。今では当たり前のことだが、当時の日本企業には製造原価など工業簿記の概念はなかった。
荘田は明治39年（1906年）まで長崎造船所の所長を務め、また永らく管事として弥太郎、弥之助、久弥の三代を支え、明治43年（1910年）に引退し。豪傑肌の人物が多い明治の三菱の経営者たちの中にあって、唯一の英国風のジェントルマンであり、生涯を通して「組織の三菱」といわれるような近代的な組織づくりに貢献した。
その後、荘田は明治生命保険会社の取締役会長になった時期もあったが、晩年は受刑者の社会復帰事業に協力したり聖書の勉強をしたり、後進の指導と共に静かな余生を送る。

### 政府の会社設立事業への貢献
明治13年（1880年）に近藤真琴と共に海員液済会を設立したのを皮切りに、同年東京府東京市区改正委員（東京府嘱託）。明治16年（1883年）東京商工会員。明治18年（1885年）日本郵船会社創立委員（農商務省嘱託）、同理事。渋沢栄一と共に東京市の水道敷設を計画。
明治24年（1891年）に筑豊鉄道（後の九州鉄道）相談役となり、臨時博覧会事務局評議員（内閣嘱託）。明治26年（1893年）には東京商業会議所特別会員となり、高等商業学校商議委員（文部省嘱託）、貨幣制度調査会委員（内閣嘱託）となり、日本郵船会社本社支配人となる。明治29年（1896年）東京海上火災保険会社会長、日本勧業銀行設立委員（内閣嘱託）。明治30年（1897年）に三菱造船所支配人となり翌年農工商高等会議委員（内閣嘱託）。貨幣法改正に尽力した。
明治35年（1902年）から明治44年（1911年）まで慶應義塾評議員会会長、明治36年（1903年）製鉄所商議員（農商務省嘱託）、明治39年（1906年）東京高等工業学校商議委員（文部省嘱託）、南満州鉄道株式会社設立委員（内閣嘱託）。明治40年（1907年）木杯一組を帝国軍人援護会より受け、港湾調査会臨時委員（内閣嘱託）。大正6年（1917年）臨時教育会議委員となり、臨時教育会議官となる。

### ふるさと大分県臼杵市への貢献
「69歳の頃 (1917年頃)、臼杵の人々が読書を通じ 知識や見識を高め、人格形成や文化意識を向上させることを願い、財団法人「臼杵図書館」を開設させました。 多額の私費を投じ建設費だけでなく蔵書や平五郎が立ち上げた東京海上や明治生命などの株式を与え配当金などを充て自立した運営ができるようにしました。財団は旧臼杵町に移管され、現在 は「荘田平五郎記念こども図書館(国 登録有形文化財)」として100年後の現在にも受け継がれ、多くの市民がさまざまな文化に触れる場となっています。また、平五郎の旧宅とその一帯の土地(旧臼杵幼稚園跡地)に、恵まれない老人を支援するため慰労財団「優遊園」を設立したり、道路整備や臼杵尋常小学校 (現在の市立臼杵小学校) の新築、暴風雨などで大災害が発生したときなどにあたって、多額の私費を生まれ育った臼杵町に寄付しています。」
大正11年（1922年）に74歳で没した。
荘田平五郎の記念碑が旧臼杵市立臼杵幼稚園 (2020年4月1日閉園) の園庭内にある。この敷地は荘田平五郎が寄贈したものである。

## 栄典
- 明治32年（1899年） - 賜・銀杯一組。
- 1902年（明治35年）2月22日 - 勲五等瑞宝章[12]
- 明治39年（1906年） - 勲四等旭日小綬章。

## 親族
- 父・荘田允命（のぶよし） ‐ 臼杵藩士。荘田家は高祖父の荘田子謙より代々儒者[13][14]
- 母・節子 ‐ 臼杵藩典医・宮川眉山の娘[13]
- 妻・田鶴（たづ） ‐ 藤岡正敏・佐幾夫妻の長女[1][2][3]。藤岡は土佐藩士。佐幾は岩崎弥次郎・美和夫妻の次女で三菱財閥の創業者・岩崎弥太郎の妹かつ三菱の2代目総帥・岩崎弥之助の姉[1][2][3][15]。日本勧業銀行総裁や貴族院議員を歴任した志村源太郎は藤岡正敏・佐幾夫妻の三女・直子と結婚しており[1][2][3]、東京海上火災保険の社長・会長を歴任した各務鎌吉は藤岡正敏・佐幾夫妻の四女・繁尾と結婚しているためともに荘田の義弟にあたる[1][2][3]。
- 長男・荘田達弥 (1881年生) ‐ 三菱重工業取締役[4]。東京帝国大学卒。妻の百合子は男爵・伊地知幸介の次女[16]。
- 次男・荘田平象(1883年生)  ‐ 東洋電機製造常務。東京工学卒業後三菱電機入社。平象の長男・荘田修平(日本郵船常務）の岳父に子爵の清岡三麿。
- 次女・宮原久子（1885年生） ‐ 陸軍中将・佐世保要塞司令官・陸軍砲工学校校長の宮原国男の妻[16][17]。二女・正子と夫の平野亮一郎の子に平野次郎。
- 三男・荘田雅雄(1886年生)  ‐ 日本郵船常務・南洋海運社長。慶應義塾大学部理財科卒。妻の濤は福沢諭吉孫[18]。妻の弟に潮田江次。
- 三女・八巻満壽子（1888年生） ‐ 明治火災保険（現・東京海上日動火災保険）取締役社長・八巻連三（八巻九万三男）の妻[16][19]。
- 五女・吉原豊子（1890年生） ‐ 日銀総裁吉原重俊長男・重成の妻[16]。
- 四男・荘田泰蔵（1892年生） ‐ 三菱重工業副社長や戦後初の航空機製造会社である日本航空機製造社長及び成田国際空港委員長を歴任した[4]。
- 五男・各務孝平（1895年生） ‐ 三菱重工取締役。早稲田大学理工科卒。平五郎の相婿・各務鎌吉の養子に入る。謙吉の娘婿に沢田退蔵。[4]